# 임내현
임내현(林來玄, 1952년 12월 21일 ~ 2018년 9월 21일)은 대한민국의 검사 출신 법조인이자 제19대 국회의원을 지낸 정치인이다. 
평생을 대한민국의 동서화합을 위해 노력하였고, 광주 출신임에도 경북고등학교 공식 명예동문 1호로 선정되었고, 대구시와 광주시 자매결연 지원과 5.18 역사가 올바르게 평가될 수 있게 관련 법개정까지 추진하였다.
급발진원인규명법 발의 후 가결, 한일정보보호협정 원문최초공개를 통해 협정체결 무산, 4대강 비리조사와 공개, 최경환 전 부총리 인턴부정채용 의혹제기 등 지도층의 비리와 잘못된 정책에 대해서는 끝까지 파헤쳐서 바로잡는 의지의 정치인이었다.
2018년 9월 21일 새벽 서울특별시 서초구 남부순환로 상에서 무단횡단을 하던 중 사망했다.

## 학력
- 1965년 광주중앙국민힉교 졸업
- 1968년 광주서중학교 졸업
- 1971년 경기고등학교 졸업
- 1975년 서울대학교 법과대학 법학 학사
- 서던메소디스트 대학교 대학원 법학 석사

## 경력
- 1974: 제16회 사법시험 합격
- 1979 ~ 1982: 서울지방검찰청 동부지청 검사
- 1982 ~ 1983: 대전지방검찰청 천안지청 검사
- 1983 ~ 1986: 인천지방검찰청 검사
- 1986 ~ 1988: 법무부 법무심의관실 검사
- 1988 ~ 1989: 서울지방검찰청 검사(고등검찰관)
- 1992 ~ 1993: 대검찰청 마약과 과장
- 1993 ~ 1994: 서울지방검찰청 북부지청 특수부 부장검사
- 1994 ~ 1995: 법무부 국제법무심의관
- 1997 ~ 1998: 대구지방검찰청 김천지청 지청장
- 1998 ~ 1999: 광주지방검찰청 순천지청 지청장
- 2000 ~ 2001: 광주고등검찰청 차장검사
- 2001 ~ 2002: 대검찰청 공판송무부 부장
- 2002 ~ 2003: 전주지방검찰청 검사장
- 2003 ~ 2004: 대구고등검찰청 검사장
- 2004 ~ 2005: 광주고등검찰청 검사장
- 2005 ~ 2007: 법무법인 세종 고문변호사
- 광주, 전남발전 정책포럼 상임공동대표
- 민주당 중앙당 민원법률위원회 위원장
- 민주당 중앙당 윤리위원회 부위원장
- 광주기독교 교단협의회 법사위원장
- 2005.04 ~ 2005: 법무연수원장
- 2008: 법무법인 로컴 대표변호사
- 변호사임내현법률사무소 대표변호사
- 2012년 5월 ~ 2016년 5월 29일: 제19대 국회의원(광주 북구을 / 민주통합당 → 민주당 → 새정치민주연합 → 무소속 → 국민의당)
- 2013.05: 민주당 광주광역시당 위원장
- 2014.04 ~ 2015.01: 새정치민주연합 광주광역시당 공동위원장
- 2015.08: 새정치민주연합 제1정책조정위원회 위원장
- 2016: 국민의당 법률위원장
- 2017: 바른미래당 송파구 갑 공동지역위원장

## 의정 활동

### 19대
- EDR개정안 국회 본회의 통과
- 신혼부부 전세자금 대출 이율을 낮추다.

### 살인죄 공소시효 폐지 법안 반대
1999년 6살 어린이가 황산테러를 당해 사망한 대구 아동 황산테러 사건의 공소시효 만료가 임박한 것을 계기로 살인죄에 대해 공소시효를 폐지하는 내용의 법안이 발의되었다. 사법부와 행정부가 찬성하는 가운데, 2015년 6월 17일 국회 법제사법위원회 밥안심사소위 회의에서 임내현 의원은 법적 안정성과 "많은 사람이 불안한 삶을 살게 된다"는 이유로 반대 입장을 밝혔다.

## 논란
2013년 7월 기자들과의 오찬에서 "카우보이가 총 맞아 죽는 이유, 붕어빵이 타는 이유, 처녀가 임신하는 이유의 공통점은 무엇?"이라고 물은 후 "너무 늦게 빼서"라는 농담을 했다가 성희롱 논란이 일어 공개 사과하였다.

## 역대 선거 결과
| 실시년도 | 선거  | 대수 | 직책     | 선거구       | 정당       | 득표수   | 득표율         | 순위 | 당락 | 비고 |
| -------- | ----- | ---- | -------- | ------------ | ---------- | -------- | -------------- | ---- | ---- | ---- |
| 2012년   | 총선  | 19대 | 국회의원 | 광주 북구 을 | 민주통합당 | 66,779표 | \| \| 61.0% \| | 1위  |      | 초선 |
|          | 61.0% |      |          |              |            |          |                |      |      |      |

## 같이 보기
- 북구 을 (광주)
- 광주 북구의 국회의원
- 법무연수원장